# Christiani & Nielsen
Christiani & Nielsen, i dag Christiani & Nielsen (Thai) Public Company Limited, er en internationalt kendt, oprindeligt dansk entreprenørvirksomhed og rådgivende ingeniørfirma stiftet i 1904 af ingeniør Rudolf Christiani og forhenværende premierløjtnant i Marinen Aage Nielsen.
Firmaet specialiserede sig i brokonstruktion, marine arbejder og andre armerede betonkonstruktioner, og ydede en pionérindsats ved opgaver med pælefunderinger, kajanlæg, buebroer og sænketunneler.
Firmaet oplevede stor succes og ekspanderede voldsomt. Allerede 1906 fik firmaet en filial i Århus, og i 1908 fulgte en afdeling i Hamburg, 1910 en i Skt. Petersborg, 1913 i London, 1916 i Norge, 1918 i Sverige, 1919 i Frankrig og 1930 i Siam (i dag Thailand). Senere fulgte afdelinger i bl.a. Australien og Sydamerika.
Ved bygningen af en sænketunnel under floden Maas i Holland udviklede firmaet og ingeniør Aage E. Bretting en særlig metode til fundering, som blev benævnt sandunderskylning.
I de senere år er firmaet kommet i søgelyset for dets ivrige samarbejde med Det tredje Rige i Europa under Danmarks besættelse.

## Thailandsk ejerskab
I 1992 blev Christiani & Nielsen fuldt thailandskejet efter at have gennemført en omvendt overtagelse af det børsnoterede danske moderselskab. Det var den første sådan transaktion i thailandsk historie. Mens Christiani & Nielsen i dag er historie i Danmark, er det fortsat et aktivt ingeniør- og byggefirma i Thailand med flere end 5000 ansatte. Selskabet er i dag registreret på Stock Exhange og Thailand (forkort SET, dank: Thailands børs, børskode CNT).
Siden 1930 har Christiani & Nielsen udført flere end 2.000 projekter i Thailand og er i dag et af landets førende byggefirmaer.
De sidste par år har der været radikale ændringer i selskabets aktiebesiddelsesstruktur. For at overholde nye regler fra Bank of Thailand solgte den langvarige storaktionær Siam Commercial Bank PCL i 2008 sin andel til Crown Property Bureau (forkortet CPB, det thailandske kongehus' ejendomskontor). I 2011 solgte CPB alle sine aktier til GP Group, som derved blev den nye storaktionær i selskabet.
Selskabets hovedkontor ligger i dag i Bangkoks Bang Na-distrikt i en syv-etagers bygning med plads til 750 medarbejdere. I 2013 flyttedes stålfabrikken til Si Racha-distriktet i Chonburi provinsen (sydøst for Bangkok). Den ny stålfabrik har en produktionskapacitet på mere end 10.000 tons stål om året. I Khlong Sam Wa-distriktet i Bangkok ligger selskabet træningscenter, der har kapacitet til at uddanne op til 2.000 arbejdere om året.

## Bygningsentrepriser udført af Christiani & Nielsen
- 1905: Amtmand Hoppes Bro, Langå
- 1909: Vandtårnet Saxine i Sakskøbing
- før 1908 Skyttehusbroen, Vejle
- før 1908 Fnjóská bro, Island
- 1917: Vandflyverhangaren i Tallinn
- 1937: Storstrømsbroen indviet
- 1939: Democracy Monument, Bangkok, Thailand[1]
- før 1940 Castelmoronbroen, over floden Lot i Frankrig
- 1951-1952: Estado de Maracaná i Rio de Janiero i Brasilien
- 1952-1953: Aula Magna de la Ciudad Universitaria en Caracas i Venezuela
- 2011: The New Millenium stadion i Bangkok, Thailand[3]